# Mourvilles-Hautes
Mourvilles-Hautes település Franciaországban, Haute-Garonne megyében. Lakosainak száma 170 fő (2022. január 1.). Mourvilles-Hautes Les Cassés, Montmaur, Bélesta-en-Lauragais, Juzes, Lux és Rieumajou községekkel határos.

## Népesség
A település népességének változása:
| Lakosok száma | 119  | 122  | 134  | 156  | 167  | 167  | 169  | 167  | 166  | 170  |
|               | 1968 | 1982 | 1990 | 2006 | 2013 | 2015 | 2017 | 2019 | 2020 | 2022 |